# Tomopteris levipes
Tomopteris levipes är en ringmaskart som först beskrevs av Richard Greeff 1879.  Tomopteris levipes ingår i släktet Tomopteris och familjen Tomopteridae. Inga underarter finns listade i Catalogue of Life.